# Neivamyrmex curvinotus
Neivamyrmex curvinotus är en myrart som beskrevs av Charles James Watkins 1994. Neivamyrmex curvinotus ingår i släktet Neivamyrmex och familjen myror. Inga underarter finns listade i Catalogue of Life.